# Isohypsibius panovi
Isohypsibius panovi är en djurart som tillhör fylumet trögkrypare, och som beskrevs av Denis Tumanov 2005. Isohypsibius panovi ingår i släktet Isohypsibius och familjen Hypsibiidae. Inga underarter finns listade i Catalogue of Life.